# ジューン・カーター・キャッシュ
ジューン・カーター・キャッシュ (June Carter Cash、1929年6月23日 - 2003年5月15日) は、アメリカ合衆国の歌手、ダンサー、ソングライター、女優、コメディアン、作家。カーター・ファミリーのメンバーで、ジョニー・キャッシュの2番目の妻。結婚前は「ジューン・カーター」の名で活動していたが、結婚後も時々旧姓のままクレジットされることがあった。
ギター、バンジョー、ハーモニカ、オートハープを演奏する他、映画やテレビで女優業もこなした。グラミー賞を5回獲得し、2009年にはクリスチャン・ミュージックの殿堂入りを果たした。2002年、CMTが選ぶ女性カントリー・アーティスト40名の第31位にランクインした。

## 経歴

### 生い立ち
バージニア州メイセス・スプリングで父エツラと母メイベルのもとに出生名ヴァレリー・ジューン・カーターとして生まれた。カントリー・ミュージックを聴きながら育ち、1939年、10歳で「カーター・ファミリー」と共に演奏するようになった。1943年3月、カーター・ファミリーとラジオ局WBTとの契約が切れるとカーター・ファミリーとしてレコーディングすることをやめ、エツラのすすめもあってメイベルは娘ヘレン、アニタ、ジューンと共に「マザー・メイベル&ザ・カーター・シスターズ」を結成した。6月1日、このグループはバージニア州リッチモンドのラジオ局WRNLでデビューした。1945年終盤、「バージニア・ボーイズ」として知られたメイベルの兄弟ドクといとこのカールがグループに参加した。16歳だったジューンはケン・エイリンと共にラジオ番組の中でアナウンサーを務めたほか、番組中のレッド・スター・イーストの小麦粉、小麦粉ブランドのマーサ・ホワイト、百貨店のタルハイマーズなどのコマーシャルを行なった。翌年、カーター家、ドク、カールはバージニア州の他、メリーランド州、デラウエア州、ペンシルバニア州などリッチモンドから運転できる範囲でショーを行なった。ジューンはのちに、姉妹よりもさらに精力的に演奏しなければならなかったが、ジューンにはコメディの才能もあった。ツアー・ショーで盛り上がったのはジューンによる「アウント・ポリー」(ポリーおばさん)というネタであった。カールは、自伝においてジューンのことを「天性のピエロ」であったと記した。数十年後の1976年、カーターはテレビ番組『ジョニー・キャッシュ&フレンズ』の中で「アウント・ポリー」を再演した。この時期ジューンはジョン・マーシャル高等学校に通学していた。
1946年終盤のドクとカールの降板後、メイベルと娘たちはリッチモンドのラジオ局WRVAのサンシャイン・スー・ワークマンによる『オールド・ドミニオン・バーン・ダンス』に出演するようになった。その後、テネシー州ノックスビルのWNOXに出演するようになり、そこでチェット・アトキンス with ホーマー&ジェスロと出会った。
1949年、マザー・メイベル&ザ・カーター・シスターズおよびリード・ギタリストを務めたアトキンスは、ミズーリ州スプリングフィールドに住み、ラジオ局KWTOにレギュラー出演した。テネシー州ナッシュビルのラジオ番組『グランド・オール・オープリー』から何度も出演オファーを受けていたが、『グランド・オール・オープリー』はアトキンスが共に演奏することを認めなかったため、マネージャーを務めていたエツラはこれらのオファーを断り続けた。アトキンスのギター奏者としての評判が広がりはじめ、スタジオ・ミュージシャンたちは自分たちの出番がなくなることを恐れていた。やがて『グランド・オール・オープリー』側が態度を軟化し、1950年、グループとアトキンスは共に番組へと出演した。ここで一家はハンク・ウィリアムズ、エルヴィス・プレスリーと友達になり、ジューンはジョニー・キャッシュと出会った。
この頃からグループに叔母のサラが参加し、1960年代から1970年代、グループ名は「カーター・ファミリー」に戻った。
ファロン・ヤングやウエブ・ピアスなど、他の『グランド・オール・オープリー』のスターたちと共にグループが出演する際、ジューンはその痩せた体形をネタにして盛り上げた。

### キャリアのハイライト
歌や作詞作曲の他、ジューンは作家、ダンサー、女優、コメディアン、慈善家、人道家としても知られていた。1955年、映画監督エリア・カザンは『グランド・オール・オープリー』に出演するジューンを見て、本格的に演技を勉強するようすすめた。ジューンはニューヨークのネイバーフッド・プレイハウスでリー・ストラスバーグ、スタンフォード・マイズナーに師事した。1998年、ロバート・デュヴァルの映画『The Apostle』のミセス・デューイー役、1993年から1997年の『ドクタークイン 大西部の女医物語』でキッド・コール（ジョニー・キャッシュ）の妻シスター・ルース役、1957年の『ガンスモーク』のクラライズ役などを演じた。また『荒野のアウトロー (The Last Days of Frank and Jesse James)』ではフランク・ジェイムズとジェシー・ジェイムズの母ママ・ジェイムズ役を演じた。
歌手としてジューンは一家との活動だけでなく、ソロやのちの夫とのデュエットなどでも活動した。ソロ歌手としては1950年代の「Jukebox Blues」などのアップビート・カントリーで成功し、ブレス回数少なめで歌うフランク・レッサー作曲のコメディ曲「No Swallerin' Place」などもヒットした。1960年代も「The Heel」など多くの曲をレコーディングした。
ジョニー・キャッシュと結婚するまで何年も共に活動していた。1963年、ジューンはジョニーへの想いを描いた「Ring of Fire」を共に作曲したが、妹のアニタがこの曲を最初にレコーディングした。2007年、ジョニーの最初の妻ヴィヴィアンの著書『I walked the Line』によると、この曲を作曲したのはジョニーであり、当時、金銭的に困窮していたジューンのために共同作曲者と名を連ねただけだとした。またヴィヴィアンはこの曲の題名は女性の体の一部を表していると語った。
1964年、キャッシュのアルバム『Orange Blossom Special』収録曲でシングルカットされたボブ・ディラン作曲の「悲しきベイブ」でデュエットしたのが2人にとって最初に記録されたレコーディングとなった。1967年、デュエット「Jackson」でより成功し、コラボレーション・アルバム『Carryin' On with Johnny Cash and June Carter』がリリースされた。これまでリリースされたコラボレーション作品は、すべてジョニーとの結婚前のものであり、結婚前は「ジューン・カーター」、結婚後は「ジューン・カーター・キャッシュ」の名義で活動していた。結婚後もレコーディングおよびステージ上で共に活動し続け、ジョニーの数々のアルバムでデュエットを行ない、1969年から1971年、テレビ番組『ジョニー・キャッシュ・ショー』にレギュラー出演したほか、毎年恒例のキャッシュのクリスマス特別番組にも出演してした。『Carryin' On』の後の1973年、再度コラボレーション・アルバム『Johnny Cash and His Woman』をリリースし、1974年、娘たちをメインのボーカリストに迎えて『The Junkie and the Juicehead Minus Me』をリリースした。2000年、小さなレコード会社によるゴスペル・アルバム『Return to the Promised Land』を共にリリースした。
ジューンは多くの曲をレコーディングし、ジョニーと共に複数のアルバムをリリースしたが、ソロ・アルバムは1975年の『Appalachian Pride』、1999年の『Press On』、2003年の没後、息子ジョン・カーター・キャッシュのプロデュースによる『Wildwood Flower』の3枚のみであった。ジョニーが演奏していないソロ・アルバムは『Appalachian Pride』のみで、『Press On』にはジューンによるオリジナル版「Ring of Fire」が収録されている。
2003年、歌なし、台詞なしではあったが、亡くなる数か月前に撮影されたジョニーのシングル「Hurt」のミュージック・ビデオに出演した。2003年4月7日、亡くなる1ヶ月前に病気をおしてCMTのフレームワーシー賞授賞式で夫と共に功労賞を受賞したのが最後に公の場に登場したものの1つとなった。
1999年、『Press On』でグラミー賞を受賞した。最後のアルバム『Wildwood Flower』はグラミー賞2部門を受賞した。このアルバムには2002年9月18日から20日にバージニア州ヒルトンズにあるカーター家の邸宅で行われたレコーディング・セッションの様子が収められた特典映像が収録された。収録曲は「Big Yellow Peaches」「Sinking in the Lonesome Sea」「Temptation」、タイトル曲の「Wildwood Flower」などであった。夫ジョニーの曲の多くにバック・ボーカルとして参加していたため、実質的には2014年のジョニーのアルバム『Out Among the Stars』が最新である。このアルバムにはジューンとジョニーのデュエット2曲を含む1980年代初頭の未発表曲が収録されている。
1979年、自伝を出版し、約10年後回顧録『From the Heart』を執筆した。

## 私生活
3回結婚し、それぞれに1人ずつ子供がいる。子供3人共カントリー界で活躍。
1952年7月9日、ホンキートンク歌手カール・スミスと結婚し、1956年に離婚した。2人は共に「Time's A-Wastin」を作曲した。娘レベッカ・カーリン・スミスをもうけ、カーリン・カーターの名でカントリー・ミュージシャンとして活動している。
1957年11月11日、元フットボール選手、警察官、レーサーのエドウィン・ニックスと結婚した。1958年7月13日、娘ロザンナ・リーをもうけ、ロジー・ニックス・アダムスの名でカントリー/ロック歌手として活動していた。2003年10月24日、ロジー45歳の時、一酸化炭素中毒により亡くなった。ロジーとミュージシャンのD・キャンベルがツアー・バスに作り替えられたスクール・バスでコンサート・ツアーに出ていた。暖房としていくつかのプロパン・ヒーターが使用されており、検死によると血中一酸化炭素濃度が79%にまで達していた。

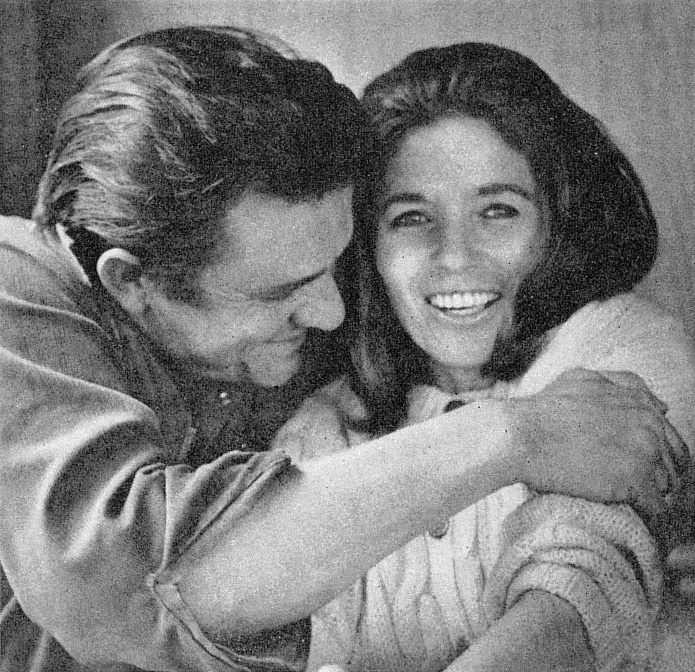
ジョニー・キャッシュとジューン・カーター・キャッシュ（1969年）

何年間もジューンおよびカーター・ファミリーはジョニー・キャッシュと共に演奏していた。1968年、カナダのオンタリオ州ロンドンにあるロンドン・アイス・ハウスでライヴ中、ジョニーはジューンにプロポーズした。3月1日、ケンタッキー州フランクリンで結婚し、2003年5月にジューンが亡くなるまで婚姻は続き、その4ヶ月後にジョニーも亡くなった。2人の息子ジョン・カーター・キャッシュはミュージシャン、ソングライター、プロデューサーとして活動している。
1970年、ジューンの縁戚でのちのアメリカ合衆国大統領となるジミー・カーターはジューンおよびジョニーと改めて親しくなり、生涯を通して友情が続いた。1977年6月のスピーチでジミーはジューンが父方の縁戚であると語った。
長年ジューンはSOS子供の村の支援者であった。1974年、ジューンおよびジョニーはジャマイカのバレット・タウンの別荘近くにこの村の設立資金を寄付し、夫妻はたびたび訪問して村の子供たちのためにギター演奏や歌唱を行なった。

### 死去
2003年5月15日、心臓弁置換手術後の合併症によりテネシー州ナッシュビルで、35年連れ添った夫ジョニー・キャッシュを含む家族に見守られながら73歳で亡くなった。ジューンの葬式で継子のロザンヌ・キャッシュは「企業に妻があるならば、ジューンは最高経営責任者であるだろう。彼女にとって重要な役割だった」と語った。ジューンが亡くなった4ヶ月後、ジョニーが亡くなり、さらにその1ヶ月後に娘ロジー・ニックス・アダムスが亡くなった。ジョニー、ジューン、ロジーはテネシー州ヘンダーソンヴィルの邸宅近くのヘンダーソンビル・メモリー・ガーデンズに埋葬された。

## 受賞歴
1967年、ジューンおよびのちの夫ジョニーはデュエット「Jackson」でカントリー・チャートで第2位を獲得した。第10回グラミー賞でカントリー・デュオ/グループ賞を受賞した。
1970年の「If I Were a Carpenter」で、まだ結婚する前の2人は第13回グラミー賞でカントリーデュオ/グループ賞を受賞した。
1999年のアルバム『Press On』がアメリカーナ・チャートで第15位を獲得し、第42回グラミー賞でトラディショナル・フォーク・アルバム賞を受賞した。
2003年、亡くなった後に最後のアルバム『ワイルドウッド・フラワー』がリリースされた。第46回グラミー賞でトラディショナル・フォーク・アルバム賞を受賞した他、シングル「Keep on the Sunny Side」で女性カントリー・ボーカル・パフォーマンス賞を受賞した。

## レガシー
2005年、ジョニー・キャッシュの自伝的映画『ウォーク・ザ・ライン/君につづく道』でホアキン・フェニックスがジョニー役、リース・ウィザースプーンがジューン役を演じた。2人の初対面からプロポーズまでの13年間の軌跡が描かれている。ウィザースプーンは吹替えなしで演じており、「Juke Box Blues」やフェニックス演じるジョニーとのデュエット「Jackson」を含むジューンのヒット曲が多く歌われた。ウィザースプーンはアカデミー賞、ゴールデングローブ賞、英国映画テレビ芸術アカデミー賞、全米映画俳優組合賞において主演女優賞を獲得した。
2013年5月27日放送のテレビ映画『Ring of Fire』において、ミュージシャンで女優のジュエルがジューン役を演じた。この映画はジョン・カーター・キャッシュの回顧録『Anchored in Love: An Intimate Portrait of June Carter Cash』を基にしている。

## ディスコグラフィ

### アルバム
| 年   | タイトル                                                     | 最高位       | 最高位     |
| 年   | タイトル                                                     | ブルーグラス | カントリー |
| ---- | ------------------------------------------------------------ | ------------ | ---------- |
| 1975 | Appalachian Pride                                            | —            | —          |
| 1999 | Press On                                                     | —            | —          |
| 1999 | It's All in the Family                                       | —            | —          |
| 2003 | ワイルドウッド・フラワー Wildwood Flower                     | 2            | 33         |
| 2003 | Louisiana Hayride                                            | —            | —          |
| 2005 | Keep on the Sunny Side: June Carter Cash - Her Life in Music | —            | —          |
| 2005 | Church in the Wildwood: A Treasury of Appalachian Gospel     | —            | —          |
| 2005 | Ring of Fire: The Best of June Carter Cash                   | —            | —          |
| 2006 | Early June                                                   | —            | —          |

### ジョニーとの共作アルバム
Note: 1970年代および1980年代のジョニーのアルバムの多くはジューンがバック・ヴォーカルを務めたり、少なくとも1曲はデュエットしている。以下の一覧はジューンとジョニーの双方がクレジットされたもののみ記している
| 年   | タイトル                                                                       | 最高位     | 最高位 |
| 年   | タイトル                                                                       | カントリー | 総合   |
| ---- | ------------------------------------------------------------------------------ | ---------- | ------ |
| 1967 | Carryin' On with Johnny Cash and June Carter                                   | 5          | —      |
| 1973 | ジョニー・キャッシュとジューン・カーター・キャッシュ Johnny Cash and His Woman | 32         | —      |
| 1978 | Johnny & June                                                                  | —          | —      |
| 2000 | Return to the Promised Land                                                    | —          | —      |
| 2006 | 16 Biggest Hits: Johnny Cash & June Carter Cash                                | 26         | 126    |
| 2006 | デュエット June Carter and Johnny Cash: Duets                                  | —          | —      |

### シングル
| 年                                      | タイトル                                     | 最高位              | 最高位            | 収録アルバム                 |
| 年                                      | タイトル                                     | アメリカ カントリー | カナダ カントリー | 収録アルバム                 |
| --------------------------------------- | -------------------------------------------- | ------------------- | ----------------- | ---------------------------- |
| 1949                                    | "Grandma Told Me So"                         | —                   | –                 | アルバム収録なし             |
| 1950                                    | "Root Hog, or Die"                           | —                   | –                 | アルバム収録なし             |
| 1950                                    | "Bashful Rascal"                             | —                   | –                 | アルバム収録なし             |
| 1951                                    | "Thing"                                      | —                   | –                 | アルバム収録なし             |
| 1951                                    | "Mommie's Real Peculiar"                     | —                   | –                 | アルバム収録なし             |
| 1953                                    | "No Swallerin' Place"                        | —                   | –                 | アルバム収録なし             |
| 1953                                    | "You Flopped When You Got Me Home"           | —                   | –                 | アルバム収録なし             |
| 1954                                    | "Tennessee Mambo, Left Over Mambo"           | —                   | –                 | アルバム収録なし             |
| 1955                                    | "He Don't Love Me Anymore"                   | —                   | –                 | アルバム収録なし             |
| 1956                                    | "Strange, Strange Woman"                     | —                   | –                 | アルバム収録なし             |
| 1956                                    | "Baby I Tried"                               | —                   | –                 | アルバム収録なし             |
| 1961                                    | "Heel"                                       | —                   | –                 | アルバム収録なし             |
| 1962                                    | "Mama Teach Me"                              | —                   | –                 | アルバム収録なし             |
| 1962                                    | "Overalls and Dungarees"                     | —                   | –                 | アルバム収録なし             |
| 1963                                    | "I Pitched My Tent (On the Old Camp Ground)" | —                   | –                 | アルバム収録なし             |
| 1964                                    | "Tall Lover Man"                             | —                   | –                 | アルバム収録なし             |
| 1964                                    | "Go Away, Stranger"                          | —                   | –                 | アルバム収録なし             |
| 1965                                    | "Everything Ain't Been Said"                 | —                   | –                 | アルバム収録なし             |
| 1971                                    | "A Good Man"                                 | 27                  | 12                | アルバム収録なし             |
| 1973                                    | "Follow Me"                                  | —                   | –                 | Johnny Cash: The Gospel Road |
| 1975                                    | "The Shadow of a Lady"                       | —                   | –                 | Appalachian Pride            |
| 2003                                    | "Keep on the Sunny Side"                     | —                   | —                 | Wildwood Flower              |
| "—" denotes releases that did not chart |                                              |                     |                   |                              |

### ジョニーとの共作シングル
| 年                                      | タイトル                         | 最高位     | 最高位 | 最高位      | 最高位 | 最高位 | 最高位 | 最高位 | 収録アルバム                                 |
| 年                                      | タイトル                         | US Country | US     | CAN Country | CAN    | CAN AC | AU     | UK     | 収録アルバム                                 |
| --------------------------------------- | -------------------------------- | ---------- | ------ | ----------- | ------ | ------ | ------ | ------ | -------------------------------------------- |
| 1964                                    | "It Ain't Me Babe"               | 4          | 58     | —           | —      | —      | 85     | 28     | Orange Blossom Special                       |
| 1967                                    | "Jackson"                        | 2          | —      | —           | —      | —      | —      | —      | Greatest Hits, Vol. 1                        |
| 1967                                    | "Long-Legged Guitar Pickin' Man" | 6          | —      | —           | —      | —      | —      | —      | Carryin' On with Johnny Cash and June Carter |
| 1969                                    | "If I Were a Carpenter"          | 2          | 36     | 1           | 13     | 11     | 52     | —      | Hello, I'm Johnny Cash                       |
| 1971                                    | "No Need to Worry"               | 15         | —      | 7           | —      | —      | —      | —      | International Superstar                      |
| 1972                                    | "The Loving Gift"                | 27         | —      | 22          | —      | —      | —      | —      | Any Old Wind That Blows                      |
| 1973                                    | "Allegheny"                      | 69         | —      | 35          | —      | —      | —      | —      | Johnny Cash and His Woman                    |
| 1976                                    | "Old Time Feeling"               | 26         | —      | 24          | —      | —      | —      | —      | Greatest Hits, Vol. 3                        |
| "—" denotes releases that did not chart |                                  |            |        |             |        |        |        |        |                                              |

### フィーチャー・シングル
| 年   | タイトル                                                           | Artist                   | Peak positions | Album          |
| 年   | タイトル                                                           | Artist                   | US Country     | Album          |
| ---- | ------------------------------------------------------------------ | ------------------------ | -------------- | -------------- |
| 1949 | ベイビー、イッツ・コールド・アウトサイド "Baby, It's Cold Outside" | ホマー・アンド・ジェスロ | 9              | Non-album song |